# 斯文-奥洛夫·舍德柳斯
斯文-奥洛夫·舍德柳斯（瑞典語：Sven-Olov Sjödelius，1933年6月13日—2018年3月29日），瑞典男子皮划艇运动员。他曾代表瑞典参加1960年和1964年夏季奥林匹克运动会皮划艇比赛，获得二枚金牌。